# 2014年ソチオリンピックのカナダ選手団
2014年ソチオリンピックのカナダ選手団（2014ねんソチオリンピックのカナダせんしゅだん）は、2014年2月7日から23日までロシアのソチで開催された2014年ソチオリンピックのカナダ選手団、およびその競技結果。

## 概要
今大会は金メダル10個、銀メダル10個、銅メダル5個の合計25個のメダルを獲得した。
アイスホッケーでは、2大会連続の男女優勝を果たした。とく女子はソルトレークシティオリンピックから4連覇を達成となった。

## メダル
| メダル | 選手名 | 競技                 | 種目                   |
| ------ | --- | -------------------- | ---------------------- |
| 金     | アレキサンダー・ビロドウ | フリースタイルスキー | 男子モーグル           |
| 金     | ジュスティーヌ・デュフール＝ラポワント | フリースタイルスキー | 女子モーグル           |
| 金     | ダラ・ハウエル | フリースタイルスキー | 女子スロープスタイル   |
| 金     | マリエル・トンプソン | フリースタイルスキー | 女子スキークロス       |
| 金     | チャールズ・ハメリン | ショートトラック     | 男子1500m              |
| 金     | ケーリー・ハンフリーズ ヘザー・モイズ | ボブスレー           | 女子2人乗り            |
| 金     | ジェイミー・ベン パトリース・バージェロン ジェイ・ボウミースター ジェフ・カーター シドニー・クロスビー ドリュー・ダウティ マット・ドゥシェンヌ ライアン・ゲツラフ ダン・ハムフイス ダンカン・キース クリス・クニッツ ロベルト・ルオンゴ パトリック・マーロー リック・ナッシュ コーリー・ペリー アレックス・ピエトランジェロ キャリー・プライス パトリック・シャープ マイク・スミス マルタン・サンルイ P・K・サバン ジョン・タヴァレス ジョナサン・トーエス マーク＝エドゥアール・ヴラシッチ シェイ・ウェバー | アイスホッケー       | 男子                   |
| 金     | メーガン・アゴスタ ジリアン・アップス メロディー・ダウー ローラ・フォルティーノ ジェイナ・ヘッフォード ヘイリー・アーウィン ブリアン・ジェナー レベッカ・ジョンストン シャーリーン・ラボンテ ジュヌヴィエーヴ・ラカス ジョセリン・ラロック ミーガン・ミケルソン キャロライン・ウォレット マリー・プーリン ロリアン・ルージョー ナタリー・スプーナー シャノン・ザバドス ジェニファー・ウェイクフィールド キャサリン・ワード ターラ・ワッチホーン ヘイリー・ウィッケンハイザー                                 | アイスホッケー       | 女子                   |
| 金     | ブラッド・ジェイコブズ ライアン・フライ E・J・ハーンデン ライアン・ハーンデン ケイレブ・フラクセイ | カーリング           | 男子                   |
| 金     | ジェニファー・ジョーンズ ケイトリン・ローズ ジル・オフィサー ドーン・マキュウェン キリステン・ウォール | カーリング           | 女子                   |
| 銀     | ミカエル・キングズベリー | フリースタイルスキー | 男子モーグル           |
| 銀     | クロエ・デュフォー＝ラポイント | フリースタイルスキー | 女子モーグル           |
| 銀     | マイク・リドル | フリースタイルスキー | 男子スキーハーフパイプ |
| 銀     | ケルシー・セルワ | フリースタイルスキー | 女子スキークロス       |
| 銀     | ドミニク・マルタ | スノーボード         | 女子スノーボードクロス |
| 銀     | デニー・モリソン | スピードスケート     | 1000m                  |
| 銀     | パトリック・チャン | フィギュアスケート   | 男子シングル           |
| 銀     | テッサ・ヴァーチュ スコット・モイア | フィギュアスケート   |                        |
| 銀     | パトリック・チャン ケヴィン・レイノルズ ケイトリン・オズモンド メーガン・デュハメル エリック・ラドフォード カーステン・ムーア＝タワーズ ディラン・モスコビッチ テッサ・ヴァーチュ スコット・モイア | フィギュアスケート   | 団体                   |
| 銀     | マリーイブ・ドロレ ジェシカ・ヒューイット バレリー・マルテ マリアンヌ・サンジェレ | ショートトラック     | 女子3000mリレー        |
| 銅     | ジャン・ヒューデック | アルペンスキー       | 男子スーパー大回転     |
| 銅     | キム・ラメーア | フリースタイルスキー | 女子スロープスタイル   |
| 銅     | マーク・マクモリス | スノーボード         | 男子スロープスタイル   |
| 銅     | デニー・モリソン | スピードスケート     | 男子1500m              |
| 銅     | シャルル・コルノイエ | ショートトラック     | 男子500m               |